# Backhousia
Backhousia é um género botânico pertencente à família Myrtaceae, com apenas três espécies. São nativas das florestas tropicais do leste da Austrália. São arbustos ou árvores aromáticas que chegam a atingir cerca de 5 a 25 metros de altura, com folhagem perene. As folhas medem de 3 a 12 cm de comprimento e 1 a 6 cm de largura, em disposição oposta.